# GAZ-52

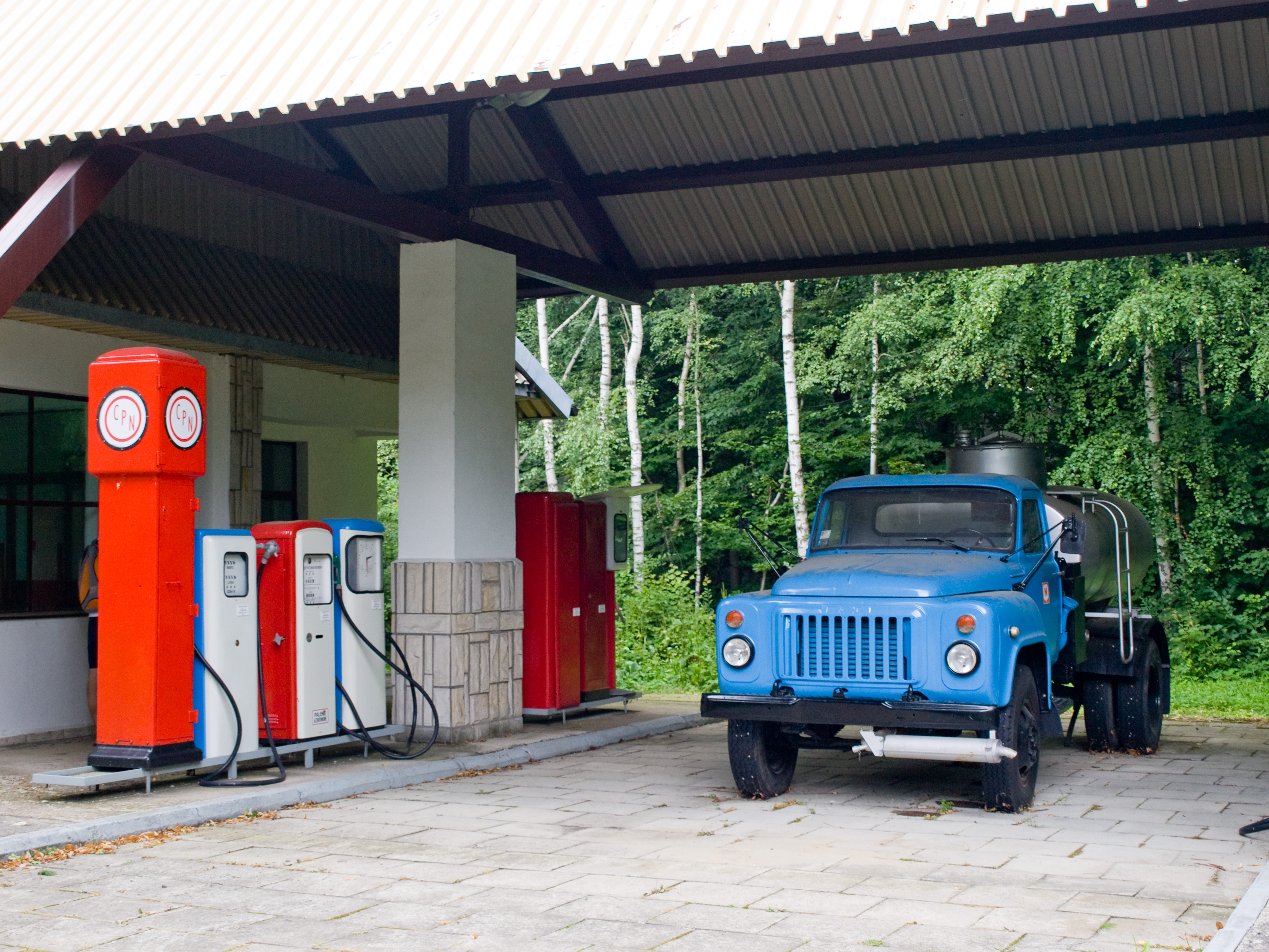
GAZ-52, cisternové provedení v polském průmyslovém muzeu Bóbrka v Podkarpatském vojvodství

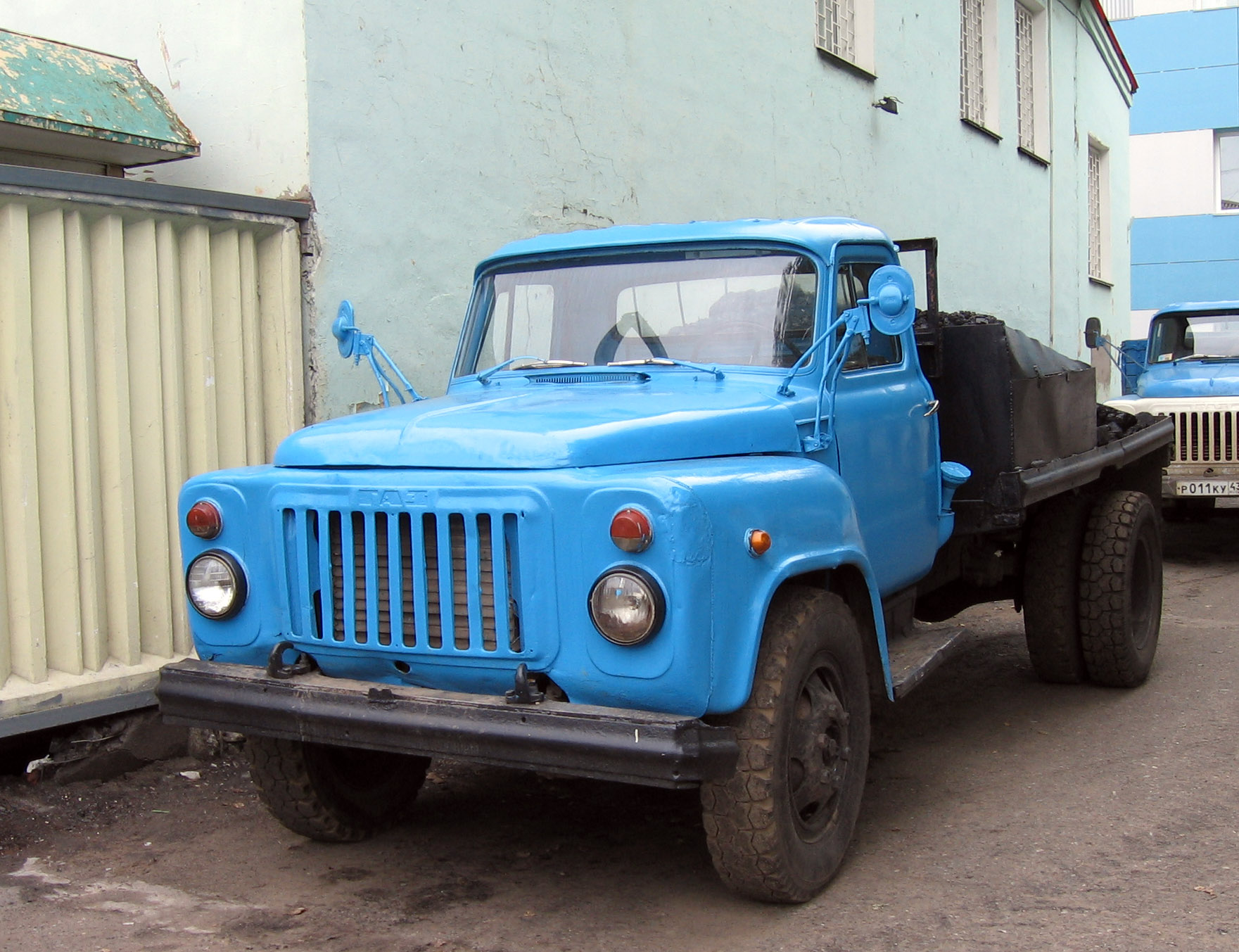
Valník GAZ-52

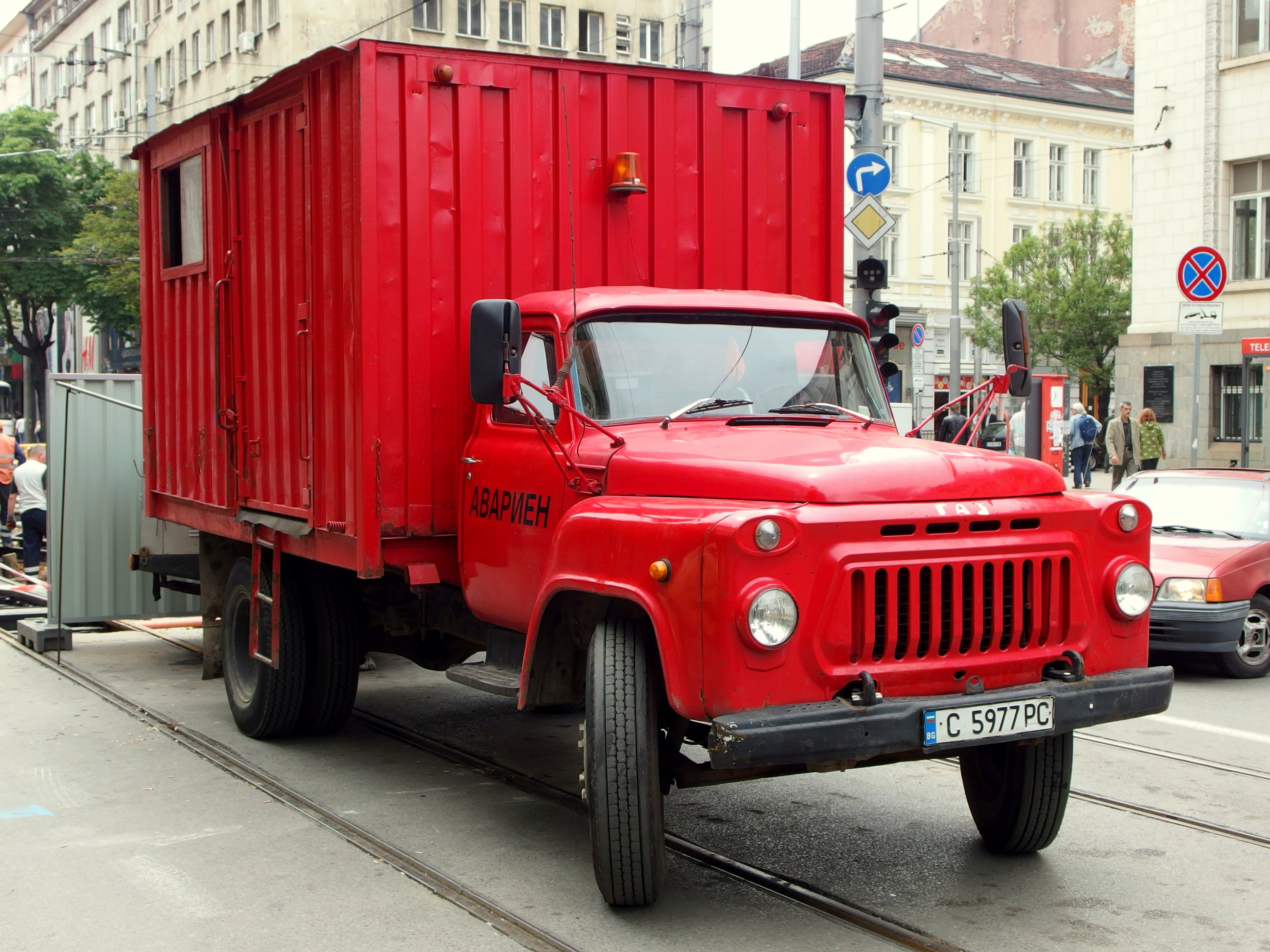
Skříňová nástavba na GAZ-52

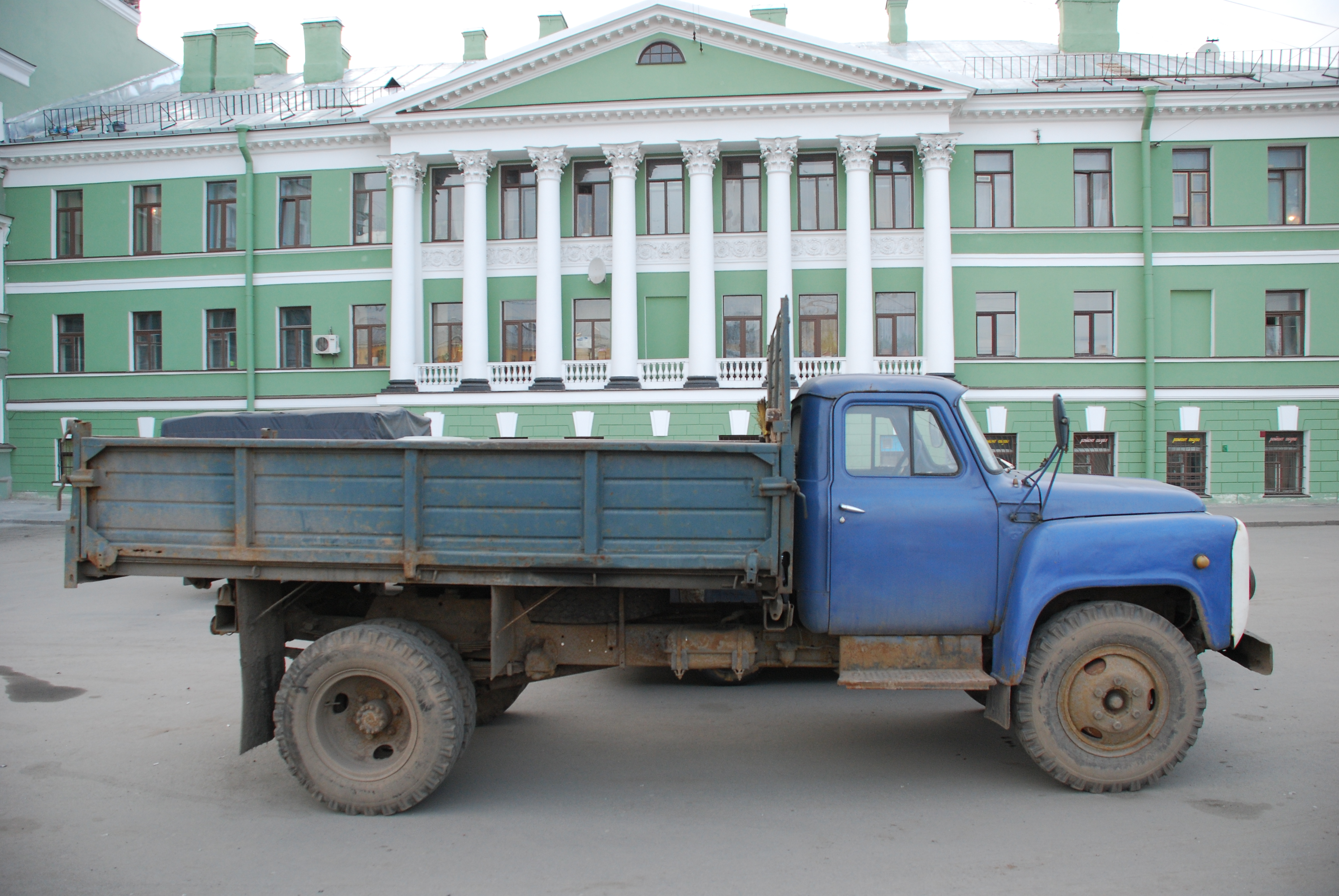
GAZ-52 sklápěč

GAZ-52 byl sovětský lehký nákladní automobil o nosnosti 2,5 tuny. Představoval kompromisní konstrukci s využitím řadového šestiválcového motoru z masově vyráběného automobilu GAZ-51 a mnoha komponent souběžně vyráběného výkonnějšího automobilu GAZ-53. S různými úpravami se vyráběl v Gorkovském automobilovém závodě (rusky Горьковский автомобильный завод (ГАЗ)) v letech 1966 až 1989. Předcházející typ GAZ-51 se vyráběl souběžně až do roku 1975. Celkově bylo vyrobeno 1 006 330[zdroj?] kusů tohoto typu.

## Charakteristika konstrukce
Použitá kabina řidiče pocházela z typu GAZ-53, což dost ztěžuje jejich vzájemné rozlišení. Základním rozdílem bylo použití řadového šestiválce, který byl odvozen od předválečného benzínového motoru GAZ-11. Ve výkonnějším typu GAZ-53 se používal benzínový osmiválec do V typu ZMZ-53.
Na voze GAZ-52 se používaly disky a pneumatiky shodné s GAZ-51 s rozměrem 220-508 (7,50-20 palců), disky měly šest větracích otvorů. Na GAZ-53 se montovaly pneumatiky mírně větších rozměrů 240-50 (8,25-20 palců). Disky pro GAZ-53 měly jen tři větrací otvory. Disky pro oba rozměry pneumatik byly vzájemně zaměnitelné. Během 23 let výroby se vůz vyráběl v mnoha modifikacích, výrazně se od sebe ale odlišují dvě snadno rozeznatelné skupiny.

### Provedení s delším rozvorem(1966 – 1991)
Sem patří provedení GAZ-52-01 – podvozek pro montáž skříňových provedení a cisteren, výroba probíhala v letech 1966 až 1991 a GAZ-52-03 – valníkové provedení o nosnosti 2,5 tuny, výroba běžela v letech 1966 až 1973.
- Rozvor u těchto provedení byl 3 700 mm, stejný jako u GAZ-53
- Rám podvozku byl shodný s GAZ-53
- Zadní náprava měla dělený karter hlavního převodu, stejný jako GAZ-51. Hlavní převod byl s poměrem 6,67. Pravděpodobně od roku výroby 1978 se montovala zadní náprava s hypoidním převodem a neděleným karterem, stejná jako na GAZ-53.
- Převodovka měla synchronizovaný třetí a čtvrtý převodový stupeň. Pro zařazení zpátečky bylo nutné překonat dodatečný odpor pružiny. Řadicí páka převodovky byla dvakrát zahnutá.

### Provedení s kratším rozvorem(1966 – 1989)
Zahrnovalo především podvozek pro sklápěče GAZ-52-02 a valníkové provedení GAZ-52-04, sériově vyráběné od roku 1975.
- Rozvor byl 3 300 mm, stejný jako u GAZ-51
- Krátký rám byl vyroben z podélníků menšího průřezu
- Zadní náprava byla s hypoidním převodem s poměrem 6,83
- Převodovka pocházela z vozu GAZ-51A, nesynchronizovaná. Pro řazení zpátečky bylo nutné zvednout objímku na řadicí páce. Řadicí páka měla malý ohyb u základu. Existovaly také verze s převodovkou se synchronizací třetího a čtvrtého rychlostního stupně.

Ve srovnání s GAZ-51 bylo u typů GAZ-52 a GAZ-53 použito propracovanější upevnění odpružení.
Typy GAZ-52 a GAZ-53 se odlišovaly také šířkou chladiče. K řadovému šestiválci GAZ-52 příslušel úzký chladič, dobře viditelný při pohledu na vůz přímo zepředu. K vidlicovému osmiválci vozu GAZ-53 se montoval širší chladič. Na GAZ-52 se montoval tlumič výfuku na pravou stranu, na GAZ-53 vlevo. Kabina obou typů byla sice stejná, ale z výroby byla u GAZ-52 kabina vždy v jedné barvě, zatímco u GAZ-53 byla maska chladiče bílá.

## Sériová výroba
Během sériové výroby byly některé celky postupně modernizovány.
Hlava bloku válců, určená pro svíčky M8 (závit M18×1,5) byla nahrazena hlavou válců pro svíčky A11 (závit M14×1,25). Původní hlava bloku válců zaručovala stupeň komprese 6,2, inovovaná hlava válců zajistila stupeň komprese 6,7. Na motory určené ke spalování zkapalněného plynu (propan-butan) byla montována hlava válců se zmenšenou spalovací komorou, což zvýšilo kompresní stupeň na 7. Rozlišovacím znakem takové hlavy válců byl odlitý nápis 76. To znamenalo potřebné oktanové číslo benzínu. Byl potřeba benzín A-76, motor ve standardním provedení používal benzín A-72.
Motory starších provedení GAZ-52 měly dva olejové filtry. Jeden byl plnoprůtočný hrubý filtr (sestavený z kovových lamel), druhý byl jemný filtr. Na novějších vozech už byl jen jeden plnoprůtočný filtr montovaný na místo hrubého filtru. 
Na novějších provedeních automobilů byl montován podtlakový posilovač brzd.
Na pozdějších verzích GAZ-52 (hlavně u provedení 52-01) byl namontován startér s elektromagnetickým vysouváním pastorku. U většiny vozidel se startér ovládal pedálem na podlaze. Mechanicky se zasunul pastorek a při dalším chodu pedálu se připojil startér k akumulátoru. 
Změnil se také tvar masky chladiče. U souběžně vyráběného typu GAZ-53 byly montovány modernější hlavní světlomety i směrová světla a byl vybaven dvouokruhovou brzdovou soustavou. Nic z toho se netýkalo typu GAZ-52, který byl až do konce výroby vybaven jednookruhovou brzdovou soustavou a zastaralým osvětlovacím systémem.

## Modifikace GAZ-52
- GAZ-52-03 (1966 – 1975) – valníkové provedení, rozvor 3,7 m, nosnost 2,5 t, výkon motoru 55 kW,
- GAZ-52-01 (1966 – 1989) – podvozek s rozvorem 3,7 m, nosnost 2,5 t, pro autobusy a specializované nástavby,
- GAZ-52-02 (1966 – 1989) – podvozek pro sklápěče GAZ-SAZ (SAZ-3503 a SAZ-3504),
- GAZ-52-04 (1975 – 1989) – základní valníkové provedení, rozvor 3,3 m,
- GAZ-52-05 (1975 – 1989) – nákladní taxi odvozené od valníku GAZ-52-04,
- GAZ-52-06 (1977 – 1989) – sedlový tahač, rozvor 3,3 m,
- GAZ-52-07 (1976 – 1984) – varianta 52-04, pohon zkapalněným plynem, výkon motoru 73 ks, maximální rychlost 70 km/hod,
- GAZ-52-54 – exportní tropická modifikace GAZ-52-04,
- GAZ-52-74 – exportní modifikace pro země s mírným klimatem GAZ-52-04.